# 戴夫·弗里曼
戴夫·弗里曼（1961年2月21日—2008年8月17日）本是一名美國廣告公司的高級行政人員，於1999年與泰比利卡合著《一百件臨終前要做的事》而爆紅。弗里曼出生於惠提爾，大學畢業於南加州大學，主修都市規劃，畢業後從事廣告創作，曾任職於TBWA等公司。1999，他與泰比利卡以網站whatsgoingon.com為基礎，撰寫《一百件臨終前要做的事》，該書於2003年正式出版，旋即成為暢銷書。2008年，弗里曼於加州的家中意外跌倒致死。